# Калиновка (Денисовский район)
Калиновка (каз. Калинов) — упразднённое село в Денисовском районе Костанайской области Казахстана. Входило в состав Денисовского сельского округа. Исключено из учётных данных в 2017 году. Код КАТО — 394049300.

## География
Находится примерно в 21 км к западу от районного центра, села Денисовка.

## Население
В 1999 году население села составляло 228 человек (110 мужчин и 118 женщин). По данным переписи 2009 года в селе проживало 99 человек (48 мужчин и 51 женщина).

## Известные жители и уроженцы
- Ласица, Николай Николаевич (род. 1937) — Герой Социалистического Труда.